# Georg Christoph Wagenseil
Georg Christoph Wagenseil (Viena, 29 de janeiro de 1715 - Viena, 1 de março de 1777) foi um compositor austríaco.
Ele nasceu em Viena e se tornou o pupilo favorito de Johann Joseph Fux, Kapellmeister da corte de Viena. Wagenseil compôs para a corte desde 1739 até a sua morte em 1777. Ele também ocupou posições como instrumentista de Cravo e como Organista. Seus pupilos incluem Johann Baptist Schenk e Maria Antonieta. Viajou muito pouco durante a sua vida e veio falecer em Viena, onde passou a maior parte de seu tempo.

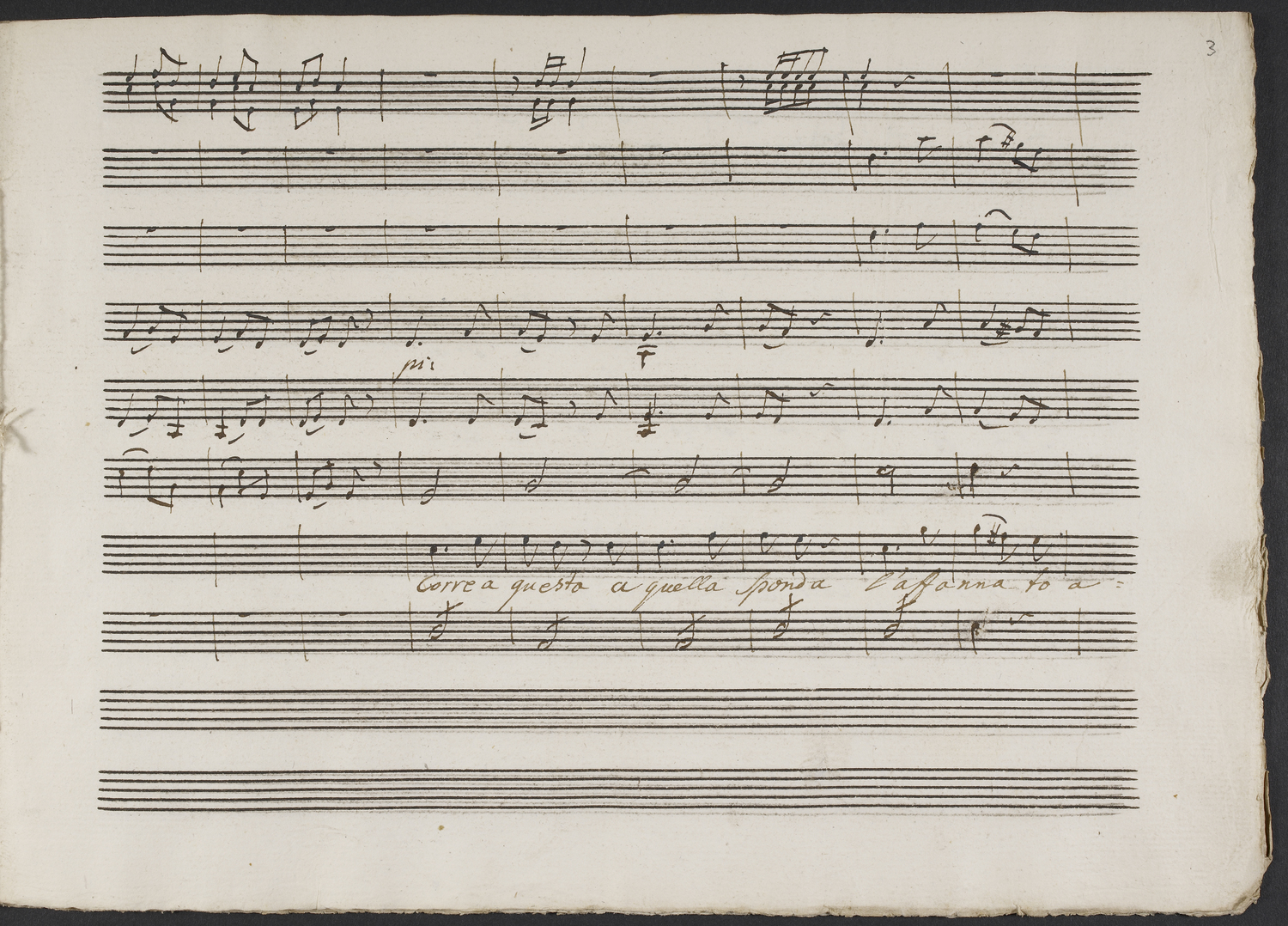
Partitura da música Joanna feita à mão.

Wagenseil era uma figura muito conhecida em seu tempo, pois tanto Wolfgang Amadeus Mozart quanto Joseph Haydn tinham conhecimento e familiaridade com suas composições. Seus primeiros trabalhos possuem influência Barroca, enquanto as obras posteriores seguem uma tendência do estilo Galante. Ele compôs várias peças de óperas, corais, sinfonias, concertos, músicas de câmara e de instrumentos de tecla.

## Óperas
- La generosità trionfante (1745)
- Ariodante (1745 )
- La clemenza di Tito (1745)
- Demetrio (1746)
- Alexander der Grosse in Indien (1748)
- Il Siroe (1748)
- L'olimpiade (1749)
- Andromeda (1750)
- Antigono (1750)
- Euridice (1750)
- Armida placata (1750)
- Vincislao (1750)
- Le cacciatrici amanti (1755)
- Prometeo assoluto (1762)
- Catone (?)
- Merope (1766)